# Jean de Berry

Berry hercegének címere

Jean de Berry (Vincennes, 1340. november 30. – Párizs, 1416. június 15.) saját jogán Berry és Auvergne első hercege, Poitiers és Montpensier grófja, házassága révén pedig Auvergne és Boulogne grófja. 

## Élete
II. (Jó) János francia király és Bonne de Luxembourg harmadik gyermeke volt.
1360-ban, amikor fivére, Lajos Anjout kapta apanázsul, Jean Berry és Auvergne hercege lett. Még abban az évben Londonba ment bátyjával együtt, hogy az 1356-os poitiers-i vereség óta ott raboskodó, majd a brétignyi béke értelmében a váltságdíj összeszedésének idejére szabadon engedett atyja helyett túszként biztosítsák III. Eduárdot a franciák jó szándékáról. Lajos később megszökött, így 1364-ben a lovagias Jó János visszatért harmadik fia mellé, de még abban az évben meghalt. Jean csak 1367-ben szabadult ki fivére, V. (Bölcs) Károly segítségével, akitől 1369-ben megkapta Poitiers grófságát.
Hazatérve Berry hercege többi hercegi testvérével egyetemben bátyjuk hű támasza lett az ország belső viszonyainak rendezésére és az angolok kiűzésére indított harcban. A helyzet 1380-ban, V. Károly halálakor azonban megváltozott: Anjou és Berry hercege öccsükkel, Merész Fülöp burgundi herceggel osztoztak meg az ifjú VI. Károly feletti gyámságon, a későbbiekben, unokaöccsük megőrülését követően pedig ismét közösen gyakorolta a hatalmat Fülöppel és Bölcs Károly kisebbik fiával, I. Lajos orléans-i herceggel együtt. Ebben az időben a herceg kapzsiságáról, visszaéléseiről vált hírhedtté.

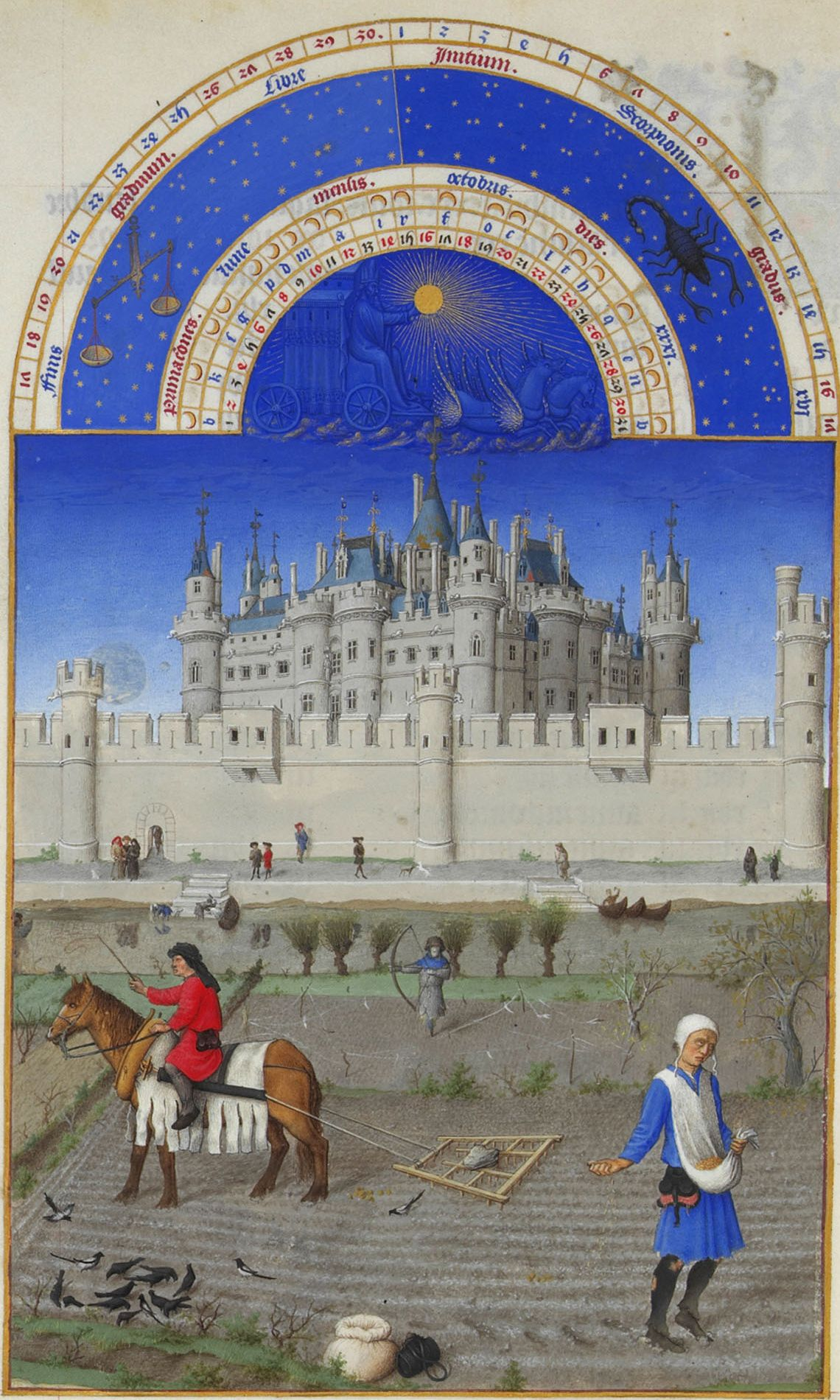
Október hónapja a Berry hercegének hóráskönyvében (a Limbourg fivérek műve)

1381-ben Languedoc főparancsnokává nevezték ki, ahol az angol-gaszkon erők fosztogatásai miatt épp eléggé elégedetlen lakosság fellázadt az újabb sarcok ellen (Tuchin-felkelés). Zsarnokoskodásának az uralmat saját kezébe vevő VI. Károly vetett véget, amikor 1389-ben máglyán égettette meg kegyencét, Jean Béthisac-ot. Egy időre háttérbe szorult, majd a orléans-i és burgundi hercegek között 1407-től kitörő Armagnac–burgundi polgárháborúban először közvetítő félként szerepelt, majd 1410-től az Armagnac-ok oldalára állt. A későbbiekben az angolokkal is tárgyalt, 1413-ban pedig Párizs kapitányává és Languedoc főparancsnokává nevezték ki.
Párizsban halt meg, a Nesle-palotában. Túlélő fiúgyermeke nem lévén birtokainak zöme a koronára szállt, Auvergne és az anyai örökségből származó Montpensier viszont Marie nevű lányára szállt. Berry hercegségét 1422-ben hozták létre újra.

## Berry herceg, a művészetpártoló
Berry hercege V. Károlyhoz hasonlóan művészeteket kedvelő, bőkezű mecénás volt. Hatalmas kéziratgyűjteménnyel rendelkezett, és két gyönyörű hóráskönyv megrendelése fűződik nevéhez: a Berry hercegének hóráskönyve (Très Riches heures du duc de Berry) és a Kis hóráskönyv (Petites Heures de Jean de Berry). Az előbbit a híres Limbourg fivérek készítették, munkájukat csak jóval a herceg halála után fejezték be.
A herceg főleg Guy de Dammartin által végrehajtott építkezései is nevezetesek. Az ő műve Mehun-sur-Yèvre kastélya, de a poitiers-i palotát is kibővítette, átalakítva a donjont. A herceg fényes bourges-i udvara számára is megkezdte egy palota kiépítését, amelyhez a párizsi Sainte-Chapelle-hez hasonló reprezentatív kápolnát is építtetett.

## Házasságai, utódai
1360. október 17-én vette feleségül Carcassonne városában Jeanne d’Armagnac-ot, I. Jean, Armagnac, Rodez és Fézensac grófja és Béatrice de Clermont, Charolais úrnője lányát. Jeanne 1388-as haláláig legalább négy gyermekük született:
- Charles (1362–1382), Montpensier grófja;
- Jean (1363–1401), Montpensier grófja;
- Bonne de Berry (1366 körül – 1435), 1377-től VII. Amadé savoyai, 1394-től VII. Bernard armagnac-i gróf felesége;
- Marie de Berry (1367 körül – 1434), Auvergne hercegnője, Montpensier grófnője, Louis de Châtillon dunois-i, majd Philippe d’Artois eu-i gróf, végül 1401-től I. Jean bourbon herceg felesége.

1389-ben ismét megnősült, ezúttal II. Jean auvergne-i gróf és Aliénor de Comminges lányát, Auvergne és Boulogne grófnőjét, Jeanne-t vette feleségül. A házasság gyermektelen maradt.
Jean Froissart krónikájából kiviláglik, hogy – a korabeli francia udvarban nem szokatlan módon – a herceg házastársi kötelezettségei mellett homoszexuális kapcsolatokat is ápolt, elsősorban egy Jacques Thibaut nevű inassal, akit dús ajándékokkal halmozott el.